# Elson Hooi
Pour les articles homonymes, voir Hooi.
Elson Hooi, né le 1er octobre 1991 à Willemstad, est un footballeur international curacien. Il évolue au poste d'ailier à l'Chiangmai United|.

## Biographie

### Carrière en équipe nationale
International curacien depuis 2015, il dispute un match de qualification à la Coupe du monde 2018, en juin 2015, contre Cuba (1-1). Il se distingue deux ans plus tard à l'occasion de la finale de la Coupe caribéenne des nations 2017, le 25 juin 2017, où il inscrit un doublé contre la Jamaïque qui donne le titre à Curaçao et ce pour la première fois de son histoire.

#### Buts en sélection
| Buts en sélection de Elson Hooi | Buts en sélection de Elson Hooi | Buts en sélection de Elson Hooi                  | Buts en sélection de Elson Hooi | Buts en sélection de Elson Hooi | Buts en sélection de Elson Hooi | Buts en sélection de Elson Hooi |
|                                 | Date                            | Lieu                                             | Adversaire                      | Score                           | Résultat                        | Compétition                     |
| ------------------------------- | ------------------------------- | ------------------------------------------------ | ------------------------------- | ------------------------------- | ------------------------------- | ------------------------------- |
| 1.                              | 25 juin 2017                    | Stade Pierre-Aliker, Fort-de-France (Martinique) | Jamaïque                        | 0-1                             | 1-2                             | Finale CAR 2017                 |
| 2.                              | 25 juin 2017                    | Stade Pierre-Aliker, Fort-de-France (Martinique) | Jamaïque                        | 1-2                             | 1-2                             | Finale CAR 2017                 |
| 3.                              | 10 octobre 2017                 | Stade Jassim-bin-Hamad, Doha (Qatar)             | Qatar                           | 1-2                             | 1-2                             | Match amical                    |
| 4.                              | 10 septembre 2018               | Ergilio Hato Stadion, Willemstad (Curaçao)       | Grenade                         | 1-0                             | 10-0                            | QGC 2019                        |
| 5.                              | 19 novembre 2018                | Ergilio Hato Stadion, Willemstad (Curaçao)       | Guadeloupe                      | 2-0                             | 6-0                             | QGC 2019                        |
| 6.                              | 19 novembre 2018                | Ergilio Hato Stadion, Willemstad (Curaçao)       | Guadeloupe                      | 5-0                             | 6-0                             | QGC 2019                        |
| 7.                              | 5 juin 2019                     | Ergilio Hato Stadion, Willemstad (Curaçao)       | Inde                            | 2-0                             | 3-1                             | Match amical                    |
| 8.                              | 7 septembre 2019                | Ergilio Hato Stadion, Willemstad (Curaçao)       | Haïti                           | 1-0                             | 1-0                             | LN 2019-2020                    |
| 9.                              | 10 septembre 2019               | Stade Sylvio-Cator, Port-au-Prince (Haïti)       | Haïti                           | 1-1                             | 1-1                             | LN 2019-2020                    |

## Palmarès

### En équipe de Curaçao
- Vainqueur de la Coupe caribéenne des nations en 2017.